# قنوات
قنوات شهری است که در بخش مرکزی از توابع شهرستان قم در استان قم واقع شده‌ است. جمعیت این شهر بر اساس سرشماری رسمی سال ۱۳۹۵، برابر با ۱۱۷۶۰ نفر (۲٬۴۶۰ خانوار) بوده که بعد از شهر قم پرجمعیت‌ترین شهر استان می‌باشد و همچنین مساحت آن ۲۸۷ هکتار است. فاصله قنوات با شهر قم هشت کیلومتر است. شغل اصلی ساکنین آن دامداری و کشاورزی است.

این شهر همچنین مرکز دهستان قنوات از توابع بخش مرکزی شهرستان قم می باشد. قنوات پس از ادغام روستاهای حاجی‌آباد لکها، والیجرد، مرادآباد و حسن‌آباد اعرابی در آذر ۱۳۷۹ تشکیل شده است.

## جمعیت
جمعیت این شهر بر اساس سرشماری سال ۱۳۹۵، برابر با ۱۱۷۶۰ نفر (۲٬۴۶۰ خانوار) بوده که بعد از شهر قم پرجمعیت‌ترین شهر استان می‌باشد